# فيضانات الخليج العربي 2024
فيضانات الخليج العربي هو موسم فيضان بدأ في يوم 14 أبريل 2024 عندما أثرت الأمطار الغزيرة بشدة على دول الخليج العربي نتيجة "منخفض الهدير"، مما تسبب في فيضانات مفاجئة في جميع أنحاء المنطقة. وكان للفيضانات تأثير كبير في جميع دول الخليج، إذ تأثرت عمان والإمارات العربية المتحدة بشكل خاص أكثر من غيرها، مما أدى إلى مقتل العشرات، بما في ذلك 19 فقط في عمان. كما شهدت جنوب شرق إيران واليمن والمنطقة الشرقية من المملكة العربية السعودية ، بالإضافة إلى دول الخليج الأخرى كالبحرين وقطر، هطول أمطار غزيرة أدت إلى حدوث فيضانات كذلك.

## الأسباب
بالرغم أن منطقة الخليج العربي تشتهر بالطقس الحار والجاف إلا أنها تشهد أيضاً هطول أمطار بشكل غزير بشكل أكثر انتظامًا في السنوات الأخيرة وقد يتسبب في حدوث فيضانات. ذكرت الجمعية الملكية للأرصاد الجوية البريطانية أن السبب المحتمل هو نظام الحمل الحراري المتوسط الحجم. وأوضحت مختصة من المركز الوطني للأرصاد الجوية في دولة الإمارات العربية المتحدة، أن " نظام الضغط المنخفض في الغلاف الجوي العلوي، إلى جانب الضغط المنخفض على السطح، كان بمثابة "ضغط" على الهواء. وقد اشتد هذا الضغط، من خلال التناقض بين درجات الحرارة الأكثر دفئًا عند مستوى الأرض ودرجات الحرارة الباردة في الأعلى، خلقت الظروف الملائمة لعاصفة رعدية قوية، وأكد خبراء الأرصاد الجوية من جامعة ريدينغ أن الأمطار الغزيرة نتجت عن عواصف رعدية كبيرة.
وقال ريتشارد آلان أستاذ علوم المناخ في جامعة ريدينغ ومحاضر في علوم المناخ في إمبريال كوليدج لندن عن ارتباط الطقس بتغير المناخ، مشيراً إلى أن هطول الأمطار أصبح أكثر غزارة حول العالم نتيجة ارتفاع حرارة المناخ". سبق أن تعرضت المنطقة لموجات حارة وأعاصير في السنوات الأخيرة،  ومع ارتفاع درجات الحرارة ومستويات الرطوبة، يتوقع الباحثون زيادة خطر حدوث فيضانات في الخليج العربي.

## التأثير

### سلطنة عمان
وفي عمان قُتل ما لا يقل عن 19 شخصاً بسبب الفيضانات، وكان من بينهم 10 من تلاميذ المدارس وسائقهم الذي جرفت مياه الفيضانات سيارتهم في سمد الشان في 14 أبريل. عثر رجال الإنقاذ على جثة فتاة في ولاية صحم، وكانت المنطقة الأكثر تضرراً هي محافظة شمال الشرقية حيث تم الإبلاغ عن فيضانات واسعة النطاق. تم إلغاء أو تأخير بعض الرحلات الجوية من مطار مسقط الدولي.

### الإمارات العربية المتحدة
بدأت الأمطار في الإمارات في وقت متأخر من يوم الاثنين 15 أبريل 2024 ثم اشتدت في اليوم التالي الثلاثاء، وانتهت يوم الأربعاء 17 أبريل 2024. شهدت دولة الإمارات هطول أمطار قياسية خلال 24 ساعة متجاوزة بيانات الأرصاد الجوية الإماراتية منذ بدء التسجيل في عام 1949، وبحسب المركز الوطني للأرصاد الجوية فقد سجلت أعلى هطول للأمطار في منطقة خطم الشكلة بمدينة العين حيث بلغت 254.8 مـم (10.03 بوصة) في أقل من 24 ساعة. تم الإبلاغ عن فيضانات واسعة النطاق في جميع الإمارات السبع قبل الفيضانات قدر هطول الأمطار بـ 40 مـم (1.6 بوصة) حتى 100 مـم (3.9 بوصة) تم تقديرها في بعض أنحاء دولة الإمارات العربية المتحدة.
توفي مواطن إماراتي يبلغ من العمر 70 عاماً بعد أن جرفت السيول سيارته في أحد الأودية برأس الخيمة، كما توفي ثلاثة عمال فلبينيين في الخارج اثنان منهم بعد أن حوصروا داخل سيارة محاصرة في الفيضانات، والثالث بعد سقوط سيارتهم في حفرة. تم الإبلاغ عن انهيارات أرضية في رأس الخيمة والعين. وتم تحذير السكان بالبقاء في منازلهم وتجنب القيادة إلا للضرورة القصوى. وانتشر انقطاع الإنترنت والكهرباء على نطاق واسع مع انقطاع المياه عن السكان. وفي عموم البلاد، صدرت تعليمات للمدارس والقطاع الخاص بالعمل بقية أيام الأسبوع (ما عدا يوم الاثنين) عن بعد من المنزل.
وتأثرت خدمات مترو دبي بشدة مما أدى إلى تقطع السبل بحوالي 200 راكب في عدة محطات. تم تعليق خدمة الحافلات بين المدن على خطوط دبي -أبوظبي ، ودبي- الشارقة ، ودبي- عجمان. تم إلغاء ما مجموعه 1244 رحلة جوية في مطار دبي الدولي على مدار يومين، وتم تحويل 41 رحلة منها. تم إلغاء جميع رحلات فلاي دبي المقررة للمغادرة في 16 أبريل من دبي. وفي مطار دبي إجمالي 164 مـم (6.45 بوصة) سقط المطر.
تأجلت مباراة نصف نهائي دوري أبطال آسيا لكرة القدم بين ناديي العين الإماراتي والهلال السعودي، والتي كانت مقررة في مدينة العين لمدة يوم بسبب الفيضانات.
وفي 2 مايو 2024 ضربت عاصفة رعدية مصحوبة برياح عاتية أجزاء متفرقة من الإمارات، مع تسجيل هطول ما يصل إلى 50 ميليمتراً من الأمطار في بعض المناطق قبل الثامنة صباحاً، وفق المركز الوطني للأرصاد، حيث تسببت الأمطار الغزيرة بإغلاق المدارس والمؤسسات الحكومية وعدد كبير من الأعمال، في حين شهدت حركة الطيران في مطار دبي اضطرابات.

### البحرين
وهطلت أمطار غزيرة وعواصف رعدية يومي 15 و16 أبريل/نيسان، مما أدى إلى فيضانات واسعة النطاق، مما أدى إلى ترك السيارات على الطرق،  وانهار سقف سوبر ماركت في مدينة سترة بسبب الأمطار. وبحسب مديرية الأرصاد الجوية البحرينية، قدرت سرعة الرياح بـ 70 كم/ساعة. وبلغ المتوسط 67.6 مـم (2.66 بوصة) تم الإبلاغ عن هطول الأمطار على مدار 48 ساعة، وهو ثاني أعلى هطول للأمطار يتم تسجيله في تاريخ البحرين، أصدرت وزارة الداخلية البحرينية تحذيرًا للسلامة العامة للسكان بضرورة البقاء في منازلهم، وأعلنت وزارة التربية إغلاق المدارس ومؤسسات التعليم العالي نتيجة الفيضانات.

### قطر
أثرت الأمطار الغزيرة والرياح القوية إلى حد كبير على الأجزاء الشمالية من البلاد وتركزت حول مدينتي مدينة الشمال والرويس. ووردت أنباء عن هطول أمطار متفرقة في الدوحة. وأغلقت المدارس والمباني العامة بسبب الطقس، مع تحويل الخدمات عبر الإنترنت لهذا اليوم.

### إيران
كما تم الإبلاغ عن هطول أمطار غزيرة وفيضانات مفاجئة في جنوب شرق إيران. وكانت مقاطعات سيستان-بلوشستان وهرمزغان وكرمان وهي الأكثر تضرراً، حيث قُتل 8 أشخاص في سيستان-بلوشستان، وأُبلغ عن فقدان 3 أشخاص في مقاطعة كرمان.

### المملكة العربية السعودية
وشهدت المنطقة الشرقية هطول أمطار غزيرة، وأثرت الفيضانات واسعة النطاق على المحافظة، وخاصة العاصمة الدمام ، مما أدى إلى إغلاق أنفاق الطرق وإغلاق المدارس.

### الكويت
حذرت هيئة الأرصاد الجوية الكويتية من هطول أمطار غزيرة وعواصف رعدية محتملة في 16 أبريل.

### اليمن
هطلت أمطار غزيرة وفيضانات مفاجئة في محافظة حضرموت اليمنية في 17 أبريل، وأسفرت عن وفاة شخص واحد وإلحاق أضرار واسعة النطاق بالممتلكات. وأثارت الأمطار الغزيرة في الجبال القريبة من ميناء المكلا احتمال حدوث انهيارات أرضية.

## استجابات
في 17 أبريل، أعلن ولي العهد ورئيس وزراء البحرين سلمان بن حمد آل خليفة عن خطط لتقييم وتعويض السكان عن الأضرار التي لحقت بمنازلهم بسبب هطول الأمطار. في الفترة التي سبقت هطول الأمطار الغزيرة، تم تشكيل فريق عمل مشترك للطوارئ على مستوى البلاد بين وزارة الأشغال والمجالس البلدية الأربعة في البحرين لتنسيق جهود الإغاثة من الفيضانات بما في ذلك إزالة مياه الأمطار من الشوارع التي غمرتها الفيضانات وضخها إلى بحيرة اللوزي. .
نفذت شرطة عمان السلطانية 152 عملية لإنقاذ 1630 شخصًا تقطعت بهم السبل من الفيضانات في جميع أنحاء البلاد.

## ردود أفعال
قدم الأمين العام لمنظمة التعاون الإسلامي حسين إبراهيم طه تعازيه في ضحايا الفيضانات.